# Torp (jordbrug)
 For alternative betydninger, se Torp. (Se også artikler, som begynder med Torp)
Torp er på svensk betegnelsen for et mindre jordbrug, der indgik i en større ejendom. Den oprindelige, middelalderlige betydning var en afsidesliggende gård, modsat beliggende i en by. Ordet svarer til det tyske dorf og det hollandske dorp, der dog i dag oversættes til by.